# 부러우면 지는거다
《리얼연애 부러우면 지는거다》(약칭 부럽지)는 MBC TV에서 방송된 텔레비전 프로그램이다.

## 기획 의도
실제 연예인 커플들의 리얼한 러브 스토리와 일상을 담으며 연애와 사랑, 결혼에 대한 생각과 과정을 담은 예능 프로그램.

## 방송 시간
| 방송 채널 | 방송 기간                         | 방송 시간 | 방송 시간                    | 비고      |
| --------- | --------------------------------- | --------- | ---------------------------- | --------- |
| MBC TV    | 2020년 3월 9일 ~ 2020년 3월 16일  | 1부       | 매주 월요일 밤 11:00 ~ 11:30 | 분리 편성 |
| MBC TV    | 2020년 3월 9일 ~ 2020년 3월 16일  | 2부       | 매주 월요일 밤 11:30 ~ 12:40 | 분리 편성 |
| MBC TV    | 2020년 3월 23일 ~ 2020년 5월 18일 | 1부       | 매주 월요일 밤 11:05 ~ 11:35 | 분리 편성 |
| MBC TV    | 2020년 3월 23일 ~ 2020년 5월 18일 | 2부       | 매주 월요일 밤 11:35 ~ 12:35 | 분리 편성 |
| MBC TV    | 2020년 5월 25일 ~ 2020년 6월 29일 | 1부       | 매주 월요일 밤 10:50 ~ 11:50 | 분리 편성 |
| MBC TV    | 2020년 5월 25일 ~ 2020년 6월 29일 | 2부       | 매주 월요일 밤 11:50 ~ 12:20 | 분리 편성 |

## 역대 출연자

### MC 출연
- 장성규
- 장도연
- 허재
- 전소미
- 라비

### 커플
- 김지숙, 이두희 (1회 ~ 17회)
- 최송현, 이재한 (1회 ~ 17회)
- 우혜림, 신민철 (6회 ~ 17회)
- 치타, 남연우 (10회 ~ 17회)

### 이전 커플
- 이원일, 김유진[1] (1회 ~ 7회)

## 시청률
| 회차 | 방송일          | AGB 시청률     |
| 회차 | 방송일          | 대한민국(전국) |
| ---- | --------------- | -------------- |
| 1    | 2020년 3월 9일  | 2.0%           |
| 1    | 2020년 3월 9일  | 3.1%           |
| 2    | 2020년 3월 16일 | 1.6%           |
| 2    | 2020년 3월 16일 | 2.0%           |
| 3    | 2020년 3월 23일 | 1.5%           |
| 3    | 2020년 3월 23일 | 2.1%           |
| 4    | 2020년 3월 30일 | 2.2%           |
| 4    | 2020년 3월 30일 | 2.1%           |
| 5    | 2020년 4월 6일  | 1.9%           |
| 5    | 2020년 4월 6일  | 1.6%           |
| 6    | 2020년 4월 13일 | 1.8%           |
| 6    | 2020년 4월 13일 | 1.0%           |
| 7    | 2020년 4월 20일 | 1.4%           |
| 7    | 2020년 4월 20일 | 1.0%           |
| 8    | 2020년 4월 27일 | 1.4%           |
| 8    | 2020년 4월 27일 | 1.1%           |
| 9    | 2020년 5월 4일  | 2.2%           |
| 9    | 2020년 5월 4일  | 2.0%           |
| 10   | 2020년 5월 11일 | 1.6%           |
| 10   | 2020년 5월 11일 | 1.4%           |
| 11   | 2020년 5월 18일 | 2.1%           |
| 11   | 2020년 5월 18일 | 1.2%           |
| 12   | 2020년 5월 25일 | 2.4%           |
| 12   | 2020년 5월 25일 | 1.5%           |
| 13   | 2020년 6월 1일  | 1.0%           |
| 13   | 2020년 6월 1일  | 1.9%           |
| 14   | 2020년 6월 8일  | 1.6%           |
| 14   | 2020년 6월 8일  | 1.3%           |
| 15   | 2020년 6월 15일 | 1.3%           |
| 15   | 2020년 6월 15일 | 1.1%           |
| 16   | 2020년 6월 22일 | 1.1%           |
| 16   | 2020년 6월 22일 | 0.7%           |
| 17   | 2020년 6월 29일 | 1.6%           |
| 17   | 2020년 6월 29일 | 1.4%           |